# 梁卓文
梁卓文，GBS，JP（1965年12月29日—），香港政府官員，現任公務員事務局常任秘書長。

## 個人簡歷
小時候居住在荃灣區梨木樹邨第一座四樓，曾就讀於梨木樹天主教小學，並且是該校第一屆畢業生。
中學升讀荃灣聖芳濟中學，其後在1987年畢業於香港中文大學政治及行政系，並於史丹福大學取得碩士學位。
梁卓文於1987年7月加入政務職系，於2008年4月晉升為首長級乙一級政務官，並於2012年4月晉升為首長級甲級政務官。
他曾在多個決策局及部門服務，包括前政務總署、前布政司辦公室、郵政署、前總督府、前保安科、政務司司長辦公室及前教育統籌局。
他所任的重要職位包括：
- 2003年3月至2007年3月：工業貿易署副署長（對外貿易關係、管制及支援）
- 2007年4月至2010年10月：財經事務及庫務局副秘書長（庫務）
- 2010年11月至2014年2月：食物環境衛生署署長[3]
- 2014年2月3日至2018年6月11日：香港駐美總經貿專員[4]
- 2018年6月12日至2022年6月30日：商務及經濟發展局常任秘書長（通訊及創意產業）
- 2022年7月1日至今：公務員事務局常任秘書長

## 榮譽

### 殊勳
- 官守太平紳士（J.P.）（2004年7月1日－）[5]
- 金紫荊星章（GBS）（2025年7月1日－）

## 外部連結
- 食物環境衛生署組織表 （页面存档备份，存于）

| 政府职务        | 政府职务                                                                | 政府职务                                 |
| --------------- | ----------------------------------------------------------------------- | ---------------------------------------- |
| 前任： 楊何蓓茵 | 公務員事務局常任秘書長 2022年7月1日 -                                   | 現任                                     |
| 前任： 利敏貞   | 商務及經濟發展局常任秘書長（通訊及創意產業） 2018年6月12日2022年6月30日 | 繼任： 利敏貞 商務及經濟發展局常任秘書長 |
| 前任： 利敏貞   | 商務及經濟發展局常任秘書長（通訊及創意產業） 2018年6月12日2022年6月30日 | 繼任： 黃智祖 文化體育及旅遊局常任秘書長 |
| 前任： 唐智強   | 香港駐美總經貿專員 2014年2月3日—2018年6月11日                           | 繼任： 麥德偉                            |
| 前任： 卓永興   | 食物環境衛生署署長 2010年11月-2014年2月                                 | 繼任： 劉利群                            |